# Rio Caşva
O Rio Caşva é um rio da Romênia, afluente do Gurghiu, localizado no distrito de Mureş.